# Bataille de Santa Clara (1847)
Pour les articles homonymes, voir Bataille de Santa Clara (homonymie).
Guerre américano-mexicaine
Batailles
Opérations le long du Río Grande
- Fort Texas
- Palo Alto
- Resaca de la Palma

La révolte de Taos
- Cañada
- Mora
- Embudo Pass
- Pueblo de Taos

Conquête de la Californie
m
- Révolte du drapeau à l'ours
- Sonoma
- Olómpali
- Monterey
- Yerba Buena
- San Diego
- Santa Barbara
- Los Angeles
- Chino
- Rancho Domínguez
- Natividad
- San Pasqual
- Santa Clara
- Río San Gabriel
- La Mesa
- Traité de Cahuenga

Campagne du Nord de Taylor
- Monterrey
- Buena Vista

Campagne de Scott
- Veracruz
- Cerro Gordo
- Contreras
- Churubusco
- Molino del Rey
- Chapultepec
- Mexico

Siège de Puebla
- Siège de Puebla
- Bataille de Huamantla

Campagne de la côte Pacifique
- Guaymas
- Mulege
- Punta Sombrero
- Mazatlán
- La Paz
- Palos Prietos et Urias
- San José del Cabo
- Siège de La Paz
- Affaire à Guaymas
- San Blas
- Manzanillo
- San José del Cabo
- Cochorio
- Bocachicacampo
- Todos Santos

La bataille de Santa Clara, surnommée la « bataille des tiges de moutarde »,  est une escarmouche de la guerre américano-mexicaine, livrée le 2 janvier 1847, 4 km (2 1⁄2 miles) à l'ouest de la mission Santa Clara de Asís en Californie. 
Fin décembre 1846, l'ancien commandant militaire californien de Yerba Buena et éleveur de la péninsule de San Mateo, Francisco Sanchez, emprisonne le maire américain de Yerba Buena, Washington Bartlett, et cinq de ses hommes, qui étaient tous engagés dans un raid de recherche de nourriture sur la péninsule. Après avoir reçu la nouvelle de l'enlèvement le 29 décembre, le commodore Montgomery à San Francisco ordonne au capitaine de marine Ward Marston de sauver Bartlett et ses hommes. C'est le seul engagement de ce type en Californie du Nord pendant la guerre. 

## Contexte
Les Californios sont en colère contre les immigrants américains qui s'installent dans leurs ranchs. Six hommes du sloop américain Warren, qui étaient allés à terre pour acheter du bétail aux Mexicains pour se nourrir, sont pris en otage par un groupe sous le commandement de Francisco Sánchez. L'un des otages est le lieutenant Washington Allon Bartlett,  alcade de Yerba Buena (qui sera bientôt rebaptisée San Francisco). Les capitaines Joseph Aram et Charles Maria Weber, commandant respectivement des volontaires américains à Santa Clara et à San José, sont envoyés pour les libérer,.   Sánchez ayant le commandement de 200 hommes, les marines américains et l'artillerie sous le commandement du capitaine Marston sont envoyés en renfort. James F. Reed, lieutenant par intérim du contingent de volontaires de San Jose, est dans la région pour rassembler une équipe de sauvetage pour sa famille, les membres de l'équipe Donner bloqués par la neige dans les hautes Sierras. En raison de la guerre, il lui est difficile de trouver des volontaires . 

## Bataille
Les Américains se trouvent dans un champ de moutarde au bord d'un ruisseau asséché lorsque les Mexicains ouvrent le feu. Une fois que les Américains atteignent un terrain découvert, les combats tournent en leur faveur. Un armistice est conclu après deux heures, au cours desquelles quatre Mexicains sont tués et quatre blessés, tandis que deux Américains sont blessés. Tinkham écrit : « Les femmes se tenaient sur les toits de Santa Clara et observaient la bataille avec anxiété. Après la bataille, les soldats réguliers pénétrèrent dans le pueblo et reçurent un accueil chaleureux et un dîner ». 

## Conséquences
Le site présumé du « chêne de l'Armistice » est marqué à côté d'El Camino Real, près de Lawrence Expressway. Les Mexicains se retirent dans les montagnes de Santa Cruz. Sánchez se rend le 8 janvier, après l'arrivée des Marines. Les Américains acceptent de respecter les propriétés des Californios,.